# Phaenopoma nigropunctatum
Phaenopoma nigropunctatum là một loài nhện trong họ Thomisidae.
Loài này thuộc chi Phaenopoma. Phaenopoma nigropunctatum được Octavius Pickard-Cambridge miêu tả năm 1883.